# Hans Leopold Davi
Hans Leopold Davi (geboren 10. Januar 1928 in Santa Cruz de Tenerife, Spanien; gestorben 12. August 2016 in Luzern) war ein Schweizer Schriftsteller und Übersetzer.

## Leben
Hans Leopold Davi wurde 1928 als Sohn des Schweizer Architekten Leopold Davi und der Pia Hübscher auf Teneriffa geboren und besuchte dort die Volksschule. Das Gymnasium besuchte er in St. Gallen und machte eine Buchhändlerlehre in Zürich. Bis 1993 arbeitete er als Buchhändler in der Buchhandlung Stocker in Luzern. 1964 heiratete er Silvia Lüscher.
Davi schrieb Gedichte in deutscher und spanischer Sprache, die er dann jeweils auch übersetzte, sowie satirische Erzählungen und Aphorismen. Er übersetzte aus dem Spanischen und unter anderem Friedrich Dürrenmatt und Hilde Domin in das Spanische.
Davi bezeichnete die Franco-Diktatur als Diktatur und benannte die ungesühnten Menschenrechtsverletzungen der argentinischen Militärdiktatur. Er nahm im Jahr 2000 Stellung zur europäischen Flüchtlingspolitik.
Davi erhielt für sein Werk den Anerkennungspreis der Stadt Luzern, den Werkbeitrag Stadt und Kanton Luzern und den Preis der Schweizerischen Schillerstiftung.

## Werke (Auswahl)
- Erlebtes und Erdachtes. Pro Libro, Luzern 2007
- Ein Reisepass für das Wort. Gedichte, spanisch und deutsch. Orte-Verlag, Zelg-Wolfhalden 2000
- Me escaparé por el hueco de la chimenea. Ed. La Palma, Madrid 2000, Ed. bilingüe
- Antología de la poesía suiza alemana contemporánea. Amelia Romero, Barcelona 1998
- Wortwirbel. Pendo, Zürich 1995
- Der Vorkoster. Pendo, Zürich 1992
- Das Gerippe der Windmühle. Pendo, Zürich 1990
- Neue Distel- und Mistelworte. Pendo, Zürich 1984
- Der Herzmaler und andere Erzählungen. Pendo, Zürich 1982
- Aumenta el nivel de los ricos : Poemas. Texto en español y alemán. Insula, Madrid 1975
- Luzern. Eugen Bachmann. Kunstkreis Luzern, Luzern 1972
- Distel- und Mistelworte. Pendo-Verl., Zürich 1971
- Stein und Wolke. Gedichte, spanisch und deutsch. Diogenes, Zürich 1961
- Spanische Lyrik der Gegenwart. 1960
- Kinderlieder. 1959
  - Canciones de niños. Mit 5 Radierungen von Irène Wydler. Raeber, Luzern 1979
- Spuren am Strand. Diogenes, Zürich 1956

Übersetzungen (Auswahl)
- Juan Ramón Jiménez: Herz, stirb oder singe. Diogenes Verlag, Zürich 1958
- Ana María Matute: Die Rettung. Erzählungen. Reclam, Stuttgart 1977
- Kurt Marti: Oraciones fúnebres. Gedichte. Ediciones Hiperión, Madrid 1998
- Hilde Domin: Poemas. Romero, Sant Cugat del Vallès 2002
- Marie Luise Kaschnitz: Aún no está decidido : consideraciones. Editorial Pre-textos, Madrid 2008